# Krotonaldehid
| Krotonaldehid                                                                                                   |                                                                                                  |
| A krotonaldehid szerkezeti képlete                                                                              |                                                                                                  |
| A (Z)-krotonaldehid pálcikamodellje                                                                             |                                                                                                  |
| IUPAC-név | (2E)-but-2-énal                                                                                  |
| Más nevek | β-metakrolein β-metilakrolein 2-buténal propilénaldehid                                          |
| Kémiai azonosítók                                                                                               |                                                                                                  |
| CAS-szám | 4170-30-3                                                                                        |
| PubChem | 447466                                                                                           |
| ChemSpider | 394562                                                                                           |
| EINECS-szám | 204-647-1                                                                                        |
| DrugBank | DB04381                                                                                          |
| KEGG | C19377                                                                                           |
| ChEBI | 41607                                                                                            |
| SMILES | O=C/C=C/C                                                                                        |
| InChI | 1/C4H6O/c1-2-3-4-5/h2-4H,1H3/b3-2+                                                               |
| InChIKey | MLUCVPSAIODCQM-NSCUHMNNSA-N                                                                      |
| UNII | 9G72074TUW                                                                                       |
| ChEMBL | 1086445                                                                                          |
| Kémiai és fizikai tulajdonságok                                                                                 |                                                                                                  |
| Kémiai képlet                                                                                                   | C4H6O                                                                                            |
| Moláris tömeg                                                                                                   | 70,09 g/mol                                                                                      |
| Megjelenés | színtelen folyadék                                                                               |
| Szag | szúrós, fojtó szagú                                                                              |
| Sűrűség | 0,846 g/cm³                                                                                      |
| Olvadáspont | −76,5 °C                                                                                         |
| Forráspont | 104,0 °C                                                                                         |
| Oldhatóság (vízben)                                                                                             | 18% (20°C)                                                                                       |
| Oldhatóság | nagyon jól oldódik etanolban, dietil-éterben, acetonban oldódik kloroformban elegyedik benzollal |
| Törésmutató (nD)                                                                                                | 1,4362                                                                                           |
| Gőznyomás | 19 Hgmm (20°C)                                                                                   |
| Veszélyek |                                                                                                  |
| NFPA 704 | 3 4 2                                                                                            |
| R mondatok | R11 R24/25 R26 R37/38 R41 R48/22 R50 R68                                                         |
| S mondatok | S26 S28 S36/37/39 S45 S61                                                                        |
| Robbanási határ                                                                                                 | 2,1–15,5%                                                                                        |
| PEL | TWA 2 ppm (6 mg/m³)                                                                              |
| Ha másként nem jelöljük, az adatok az anyag standardállapotára (100 kPa) és 25 °C-os hőmérsékletre vonatkoznak. |                                                                                                  |

A krotonaldehid szerves vegyület, képlete CH3CH=CHCHO. A kereskedelmi forgalomban általában az E- és Z-izomerek keveréke kapható, melyek egymástól a metil- és formilcsoport relatív helyzetében különböznek.  Az E-izomer a gyakoribb (a táblázatban megadott adatok is erre vonatkoznak). Könnyeztető folyadék, vízben közepesen oldódik, szerves oldószerekkel elegyedik.  Telítetlen aldehidként a szerves szintézisek sok célra használható köztiterméke. Különböző élelmiszerekben, például szójaolajban is megtalálható.

## Előállítása és felhasználása
Acetaldehidből állítják elő aldolkondenzációs reakcióval:
2 CH3CHO   →   CH3CH=CHCHO  +  H2O
Főként további finomvegyszerek gyártásához használják. Krotonaldehidből állítják elő például a tartósítószerként használt szorbinsavat, valamint az E-vitamin prekurzorát, a trimetilhidrokinont. További származékai a krotonsav és a 3-metoxibutanol.
A krotonaldehid többfunkciós molekula, mely változatos reakciókba vihető. Nagyszerű prokirális dienofil. Michael-akceptor.  Metilmagnézium-kloridra történő addíciója révén 3-pentén-2-ol keletkezik.
Etanollal reagáltatva (vízmentes) ketoxál képződik.

## Fordítás
- Ez a szócikk részben vagy egészben  a   Crotonaldehyde című angol Wikipédia-szócikk ezen változatának fordításán alapul.  Az eredeti cikk szerkesztőit annak laptörténete sorolja fel. Ez a jelzés csupán a megfogalmazás eredetét és a szerzői jogokat jelzi, nem szolgál a cikkben szereplő információk forrásmegjelöléseként.